# Tijana Bogdanović
Pour les articles homonymes, voir Bogdanović.
Tijana Bogdanović (en alphabet cyrillique serbe : Тијана Богдановић), née le 4 mai 1998 à Kruševac (Yougoslavie, actuelle Serbie), est une taekwondoïste serbe. Elle a remporté la médaille d'argent en moins de 49 kg aux Jeux olympiques d'été de 2016 à Rio de Janeiro.

## Palmarès

### Jeux olympiques
- Médaillée de bronze en 2021 à Tokyo (Japon), en catégorie des moins de 49 kg.
- Médaille d'argent en 2016 à Rio de Janeiro (Brésil), en catégorie des moins de 49 kg.

### Championnats du monde
- Médaille de bronze en 2015 à Tcheliabinsk (Russie), en catégorie des moins de 49 kg.
- Médaille de bronze en 2022 à Guadalajara (Mexique), en catégorie des moins de 53 kg.

### Championnats d'Europe
- Médaille d'or en 2016 à Montreux (Suisse), en catégorie des moins de 49 kg.
- Médaille de bronze en 2018 à Kazan (Russie), en catégorie des moins de 53 kg.
- Médaille de bronze en 2019 à Bari (Italie), en catégorie des moins de 53 kg.

### Jeux européens
- Médaille d'argent en 2015 à Bakou (Azerbaïdjan), en catégorie des moins de 49 kg.

### Championnats d'Europe pour catégories olympiques
- Médaille d'or en 2019 à Dublin (Irlande), en catégorie des moins de 49 kg.
- Médaille d'argent en 2015 à Naltchik (Russie), en catégorie des moins de 49 kg.